# Aries Toledo
Aries Toledo (Cuyapo, 2 novembre 1993) è un multiplista filippino, detentore del record nazionale nel decathlon.

## Biografia
Nasce a Cuyapo, una municipalità di terza classe delle Filippine, situata nella provincia di Nueva Ecija. Pur crescendo in una famiglia povera, dimostra sin da piccolo di avere una spiccata propensione per le attività sportive. Inizia quindi a dedicarsi all'atletica leggera, in particolare alle gare di velocità. Dal 2012 frequenta la Central Luzon State University di Muñoz, in Nueva Ecija.

### Gli inizi
Compie il suo debutto per la nazionale di atletica filippina nel 2016.
Viene preso in cura dall'allenatore Sean Guevarra, già preparatore del multiplista e detentore del primato nazionale Jesson Ramil Cid. Proprio a Guevarra si deve la transizione del giovane di Cuyapo da velocista a multiplista. Nel luglio dello stesso anno Toledo partecipa ai Thailand Open di Bangkok, facendo registrare un totale 6 964 punti, seconda miglior prestazione di sempre a livello nazionale dietro ai 7 069 del compagno di squadra.

### 2017: record nazionale e titolo del sud-est asiatico
L'assiduo lavoro con Guevarra produce ben presto i suoi frutti. Il 14 e 15 giugno 2017, al Thailand Open di Bangkok, Toledo supera il precedente record nazionale di Jesson Ramil Cid elevandolo di 58 punti sino a 7 127 punti, pur non eccellendo nelle prove di velocità. Tale prestazione lo qualifica di diritto per i XXIX Giochi del Sud-est asiatico, dove prende parte alla sua prima manifestazione di rilievo internazionale.
Arrivato a Kuala Lumpur quasi da sconosciuto, stupisce gran parte del pubblico di casa duellando sino alle ultime prove con il favorito e campione asiatico in carica Sutthisak Singkhon. La prima giornata del filippino inizia con un miglior stagionale nei 100 metri piani (10"95) e un nullo nel salto in lungo che pare compromettergli subito la corsa alle medaglie. L'atleta di Cuyapo rimane comunque in gara grazie ai buoni risultati nelle altre specialità, come un 11,66 m nel getto del peso (record personale), un 1,91 m nel salto in alto (altro primato personale) e la vittoria nei 400 metri piani grazie a un tempo di 48"13. Dopo la prima giornata il punteggio di Toledo è di 3 975 punti, con 43 punti di svantaggio rispetto al primo classificato Sutthisak Singkhon.
Nella seconda giornata, il filippino è primo nei 110 metri ostacoli (nuovo personale da 14"95) ma ottiene la seconda piazza nel lancio del disco (37,85 m), salto con l'asta (4,20 m) e lancio del giavellotto (52,55 m). Giunto all'ultima prova fisicamente provato e con uno svantaggio di 158 punti, Toledo mette in mostra una prova di forza nei 1500 metri piani, dominando la gara sin dal primo giro di pista e correndo in 4'39"80 contro i 5'10"23 di Singkhon; termina così il decathlon con un punteggio totale di 7 433 punti (nuovo record personale e nazionale), davanti a Singkhon (7 411) e al vietnamita Bùi Văn Sự (6 737), divenendo solamente il terzo multiplista filippino a laurearsi campione ai Giochi, dopo Fidel Gallenero (6 958 a Kuala Lumpur 2001) e Jesson Ramil Cid (7 038 a Naypyidaw 2013).
La sua prima partecipazione ai Giochi, però, non si chiude qui: con l'assenza per infortunio di Eric Cray e un Trenten Beram acciaccato per via delle numerose gare in successione, Toledo è selezionato per far parte della staffetta 4×400 metri assieme a Edgardo Alejan Jr., Michael Carlo del Prado e Archand Christian Bagsit. Grazie all'ultima frazione di un affaticato Toledo il quartetto riesce a tenere a bada l'attacco della Malesia e a cogliere una medaglia di bronzo in 3'08"42, dietro a Thailandia (3'07"25) e Vietnam (3'07"40).

## Record nazionali

### Seniores
- Decathlon: 7 433 p. ( Kuala Lumpur, 23 agosto 2017)

## Progressione

### Decathlon
| Stagione | Punteggio | Luogo        | Data      | Rank. Mond. |
| -------- | --------- | ------------ | --------- | ----------- |
| 2017     | 7 433 p.  | Kuala Lumpur | 23-8-2017 |             |
| 2016     | 6 964 p.  | Bangkok      | 8-7-2016  |             |

## Palmarès
| Anno | Manifestazione              | Sede         | Evento    | Risultato | Prestazione | Note             |
| ---- | --------------------------- | ------------ | --------- | --------- | ----------- | ---------------- |
| 2017 | Giochi del Sud-est asiatico | Kuala Lumpur | Decathlon | Oro       | 7 433 p.    | Record nazionale |
| 2017 | Giochi del Sud-est asiatico | Kuala Lumpur | 4×400 m   | Bronzo    | 3'08"42     |                  |